# Вогга-Вогга
Вогга-Вогга, Вагга-Вагга (англ. Wagga Wagga) — місто в штаті Новий Південний Уельс.
Місто розташоване в регіоні Риверина на річці Маррамбіджі.
Населення — 46 735 чоловік (2006), з них 2136 мешканців назвали себе австралійськими аборигенами. Середній вік — 33 роки. Це — найбільш населене неприморське місто штату, і п'яте серед неприморськіх міст Австралії.
Уогга-Уогга — важливий сільськогосподарський центр і транспортний вузол, розташовується на середині шляху з Сіднея до Мельбурна.
Місто має зоопарк і ботанічний сад.

## Галерея

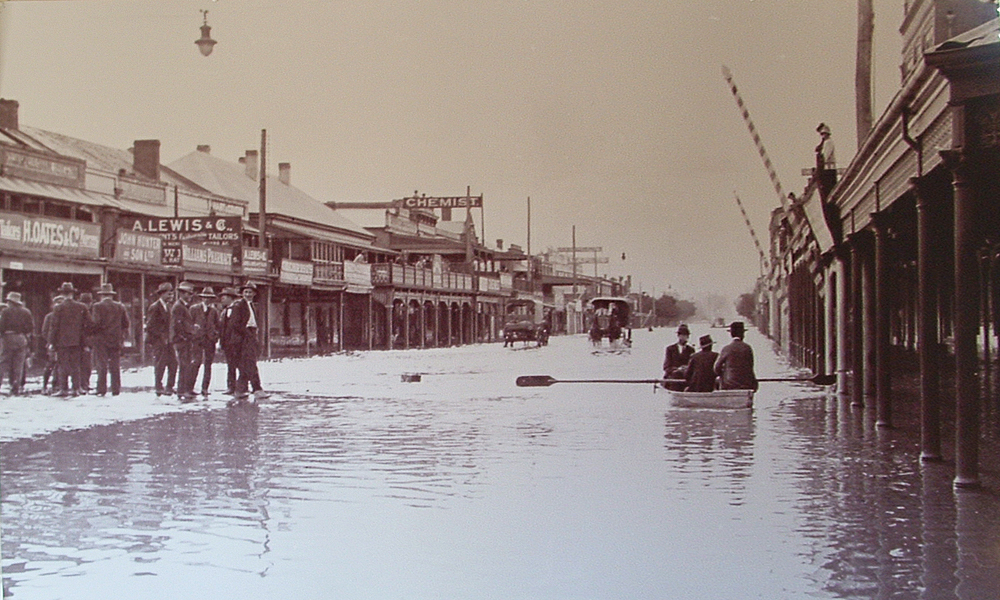
Повінь 1925 року
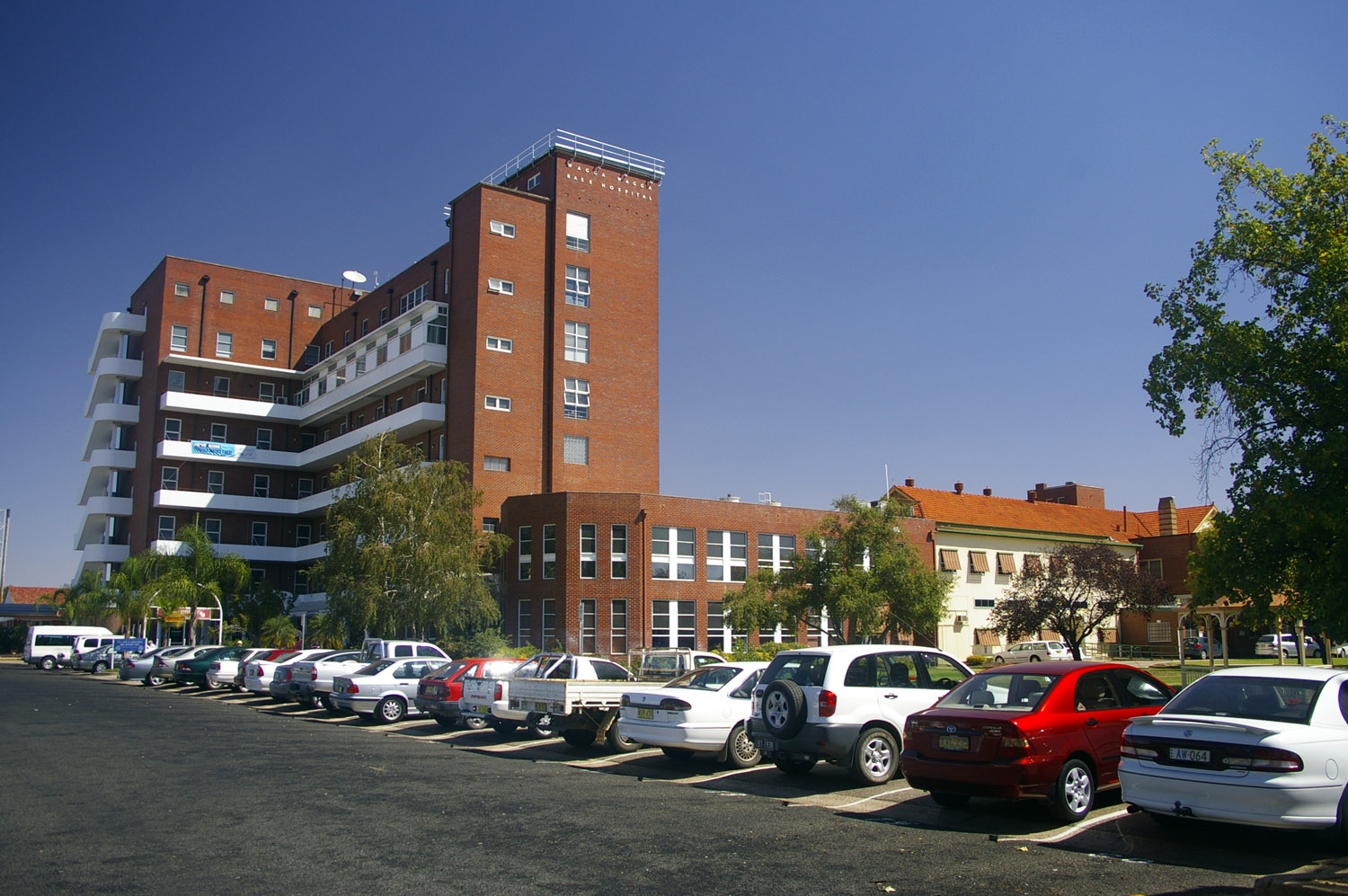
міська лікарня
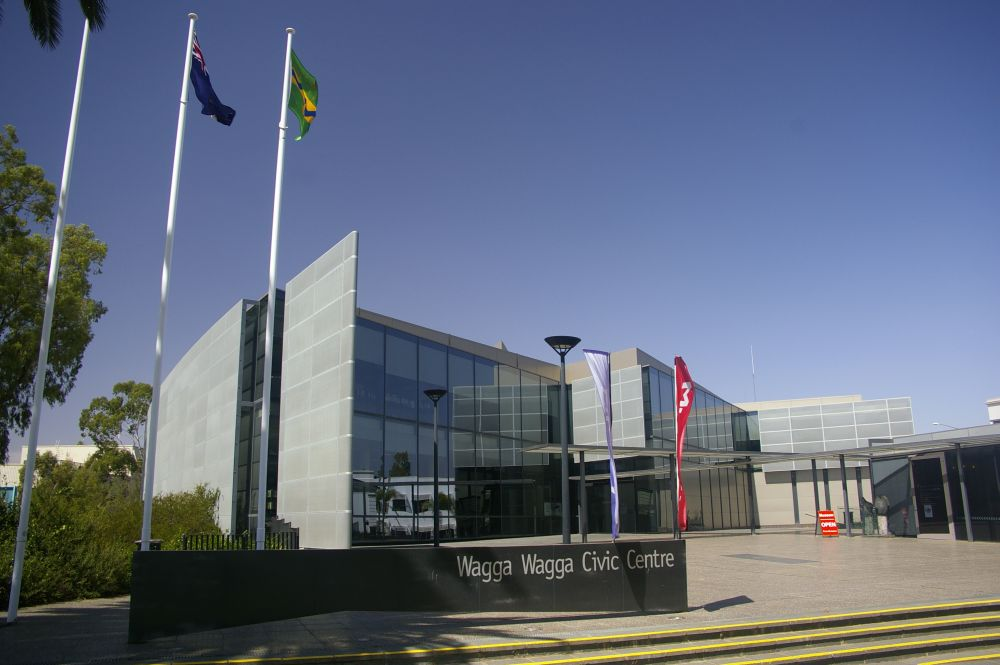
Міський громадянський центр
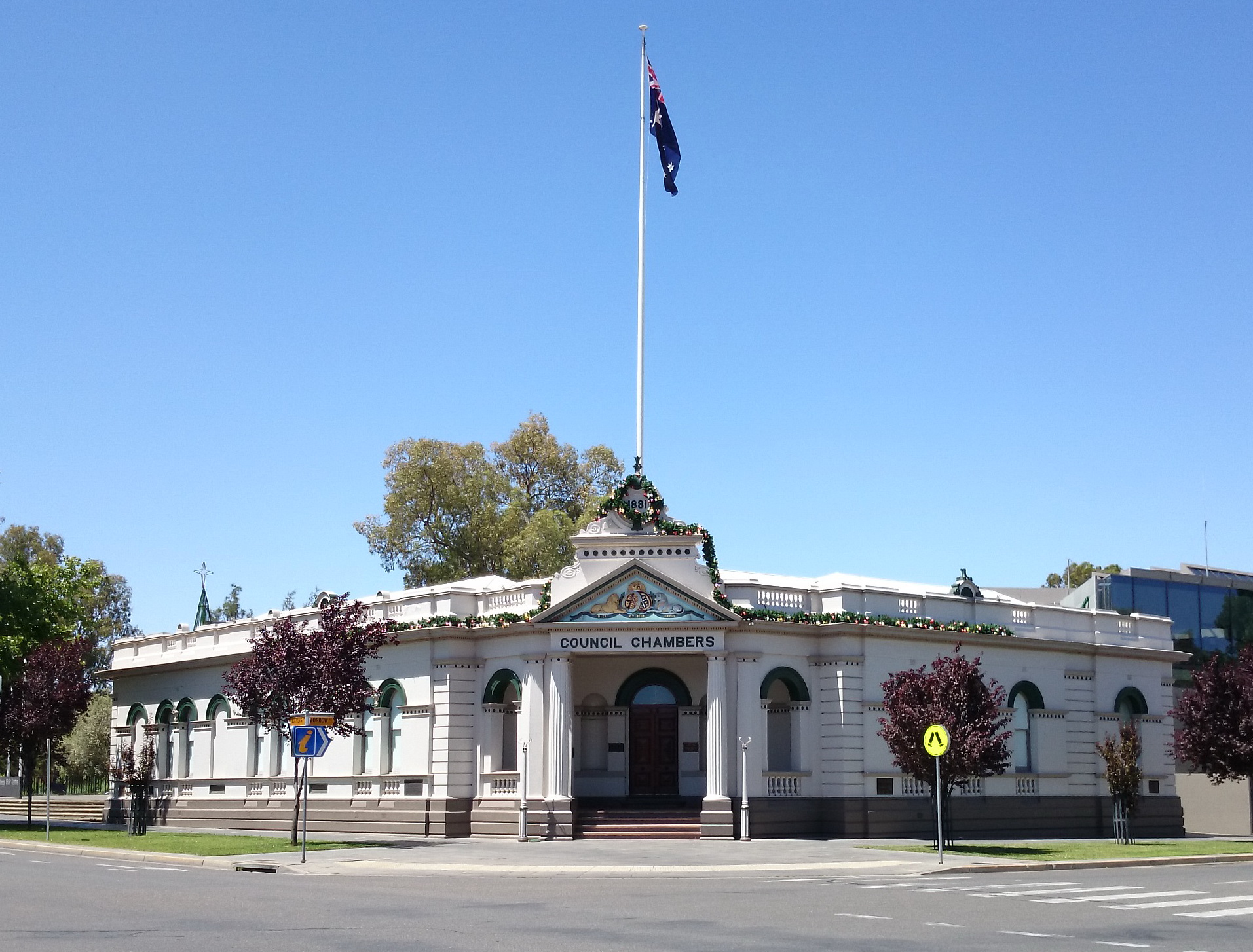
Риверинський музей
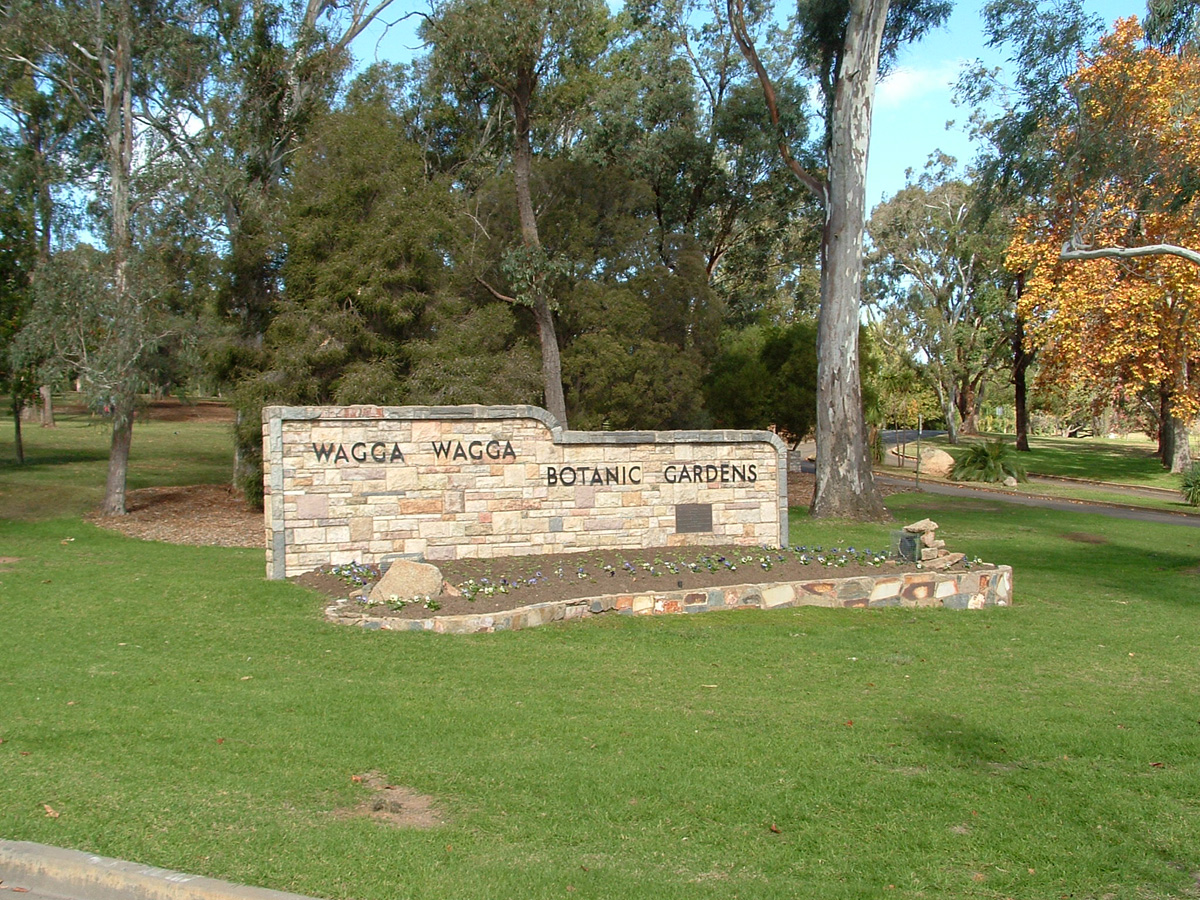
Ботанічний сад Вагга-Вагга